# Dream Lover
A Dream Lover Bobby Darin énekes-dalszerző 1959-ben megjelent dala, mely a Billboard Hot 100 listán második helyezett lett.

## A dal előzményei
Bobby Darin 1937-ben született New Yorkban. Nyolcéves korában súlyos reumás láz betegségbe esett, mely a fájdalmakon túl szívét is maradandóan károsította. Az egész gyerekkorát végigkísérő betegsége alatt volt varietéénekes nagyanyja segítségével kezdett zongorázni. Viszonylagos felépülése után egy évet főiskolára járt, majd a hivatásos zenészi pályát választotta. Klubokban lépett fel, demo felvételeket készített és dalokat írt, majd tévéadásban is fellépett. Több kislemeze is megjelent a Decca majd Atco kiadóknál, de a siker váratott magára.
1958 elején fogadásból húsz perc alatt írt egy dalt, ez volt a Splish Splash. A több mint egymillió példányban fogyott kislemez Billboard harmadik helyezett, Bobby pedig egyik napról a másikra a rock and roll egyik híressége és a  tinik kedvence lett. Következő top-10 dala a Queen of the Hop volt.

## A dal ismertetése
A Dream Lover Bobby Darin saját szerzeménye. 1959. március 5-én vették fel az Atco Records studiójában. Az érzelmes, de ugyanakkor dallamos és lendületes rock-ballada kislemez változata 1959 március végén került Atco 6140 katalógusszámon a boltokba, mint Bobby 14-ik kislemeze.  A lemez az akkoriban nem megszokott módon képes borítóval került kiadásra, „B” oldalán a Bullmoose című dal található. A dal egyik producere az Atlantic Records megalapítója és elnöke, az amerikai popzene egyik úttörője, a török származású Ahmet Ertegün volt. A kísérőzenekar tagjaként zongorán Neil Sedaka játszott.
A dal 1959. április 20-ra a második helyezésig jutott a Billboard Hot 100, negyedikig az R&B listán. Több millió példányban fogyott el, aranylemez lett. Bobby európai népszerűsége jeleként júliusban három hétig vezette az angol slágerlistát. A Dream Lover nagylemezen első alkalommal 1961-ben, a The Bobby Darin Story című válogatáson jelent meg, Atco 33-161 katalógusszámon.
Noha Bobby Darin hamarosan eltávolodott a rock and roll-tól, következő sikerei inkább a szving műfajban születtek, később folk és protest song dalokat is írt, számtalan fellépése alkalmával mindig műsoron volt a Dream Lover.

## A dal utóélete
A Dream Lover a popzene történetének egyik legtöbbször feldolgozott dala, 1958-tól napjainkig számos előadó játszotta el, köztük 
- Ben E. King - 1962
- Johnny Burnette
- Dion and the Belmonts
- Ricky Nelson (lassú változat) - 1979
- Glen Campbell és Tanya Tucker (country változat) - 1980
- The Plasmatics (punk változat) - 1979
- The Manhattan Transfer (jazz változat) - 1995
- Glen Shorrock (Little River Band) - 1979
- John Lennon - 1980
- Misfits - 2003
- Marc Almond - 200
- Jason Donovan - 2008
- Anne Murray
- Lobo
- J.Vincent Edwards
- Greyhound (reggae-változat)
- Brenda Lee
- The Dollyrots - 2010
- Billy "Crash" Craddock - 1971
- The Paris Sisters - 1964
- Gary Lewis and the Playboys
- Don McLean - 1981
- Horace Andy
- Daniel Johnston
- Alfio - 2008
- Daniel O'Donnell
- Luther Vandross
- Frankie Sardo
- Billy Connors

A dal felhangzik a következő filmekben:
- Kustom Kar Kommandos
- Az étkezde
- Forró rágógumi 5.
- Aloha Summer
- La Baule-ban történt
- Nagy durranás
- Jack a mackó
- Az átverés mesterei
- Baseball-barátok
- A tengeren túlon
- Afterfall

## Videóajánló
- https://www.youtube.com/watch?v=pyKoXPM5xHo Bobby Darin: Dream Lover
- https://www.youtube.com/watch?v=2RAkuE-B5fI Johnny Burnette
- https://www.youtube.com/watch?v=FYWFo0OgV7k Nagy durranás
- https://www.youtube.com/watch?v=L0Kg_Wjjbjs&NR=1 Dion

## További információ
- Bobby Darin hivatalos honlapja